# 구마도장
구마도장(驅魔道長, Exorcist Master)은 홍콩에서 제작된 우마 감독의 1992년 코미디, 액션, 공포 영화이다. 우마 등이 주연으로 출연하였다.

## 출연

### 주연
- 우마
- 임정영
- 예룽쭈
- 예성